# Werner Eberth
Werner Eberth (* 19. Dezember 1935 in Augsburg) ist ein deutscher Jurist. Eberth war Regierungsdirektor und Stadtratsmitglied in Bad Kissingen sowie Stadt- und Kreisheimatpfleger.

## Leben
Werner Eberth wurde als Sohn eines Offiziers geboren. Er besuchte zunächst die Volksschulen in Würzburg und Randersacker und von 1947 bis 1956 das Humanistische Gymnasium in Würzburg, wo er das Abitur bestand. An der Würzburger Universität und an der Freien Universität in Berlin studierte er Rechtswissenschaften, belegte aber auch Kunstgeschichte und Archäologie. 
Eberth trat in den Öffentlichen Dienst bei der Regierung in Unterfranken ein und wurde 1965 zum Regierungsrat am Landratsamt Alzenau und 1970 zum Oberregierungsrat am Landratsamt Bad Kissingen befördert. Als solcher war er 1972 für die Zusammenführung der drei Landkreise Bad Kissingen, Hammelburg und Bad Brückenau zum Landkreis Bad Kissingen verantwortlich. 1978 erfolgte seine Ernennung zum Regierungsdirektor. Noch im gleichen Jahr wurde er für die Freien Wähler in den Stadtrat von Bad Kissingen gewählt, ein Amt, das er bis 1996 ausübte. Von 1991 bis 1996 war er Stadtheimatpfleger sowie ehrenamtlicher Kulturreferent in Bad Kissingen.  
Eberth ist Autor und Herausgeber zahlreicher heimatkundlicher Werke. 1995 gründete er in Bad Kissingen den Theresienbrunnen-Verlag, in dem er viele seiner Schriften veröffentlichte. Er ist Mitglied im Naturwissenschaftlichen Verein Würzburg und im Bayerischen Landesverein für Heimatpflege. Für seine Verdienste erhielt Eberth 1992 den Kulturehrenbrief des Landkreises Bad Kissingen und 1997 das Bundesverdienstkreuz am Bande.

## Veröffentlichungen (Auswahl)

### Autor
- ... und führe mich an Deiner Hand nach Randersacker! Oder ... auch falsch verstandene Gebete werden erhört! Erinnerungen eines Würzburger Buben an Kriegs- und Nachkriegszeit. Theresienbrunnen-Verlag, Bad Kissingen 2018, DNB 1179107217.
- Zarin Marie von Russland und ihre Reiseandenken aus dem Raum Kissingen 1857. Theresienbrunnen-Verlag, Bad Kissingen 2018, DNB 1169255272.
- Das Kurtheater im Bade Kissingen. Theresienbrunnen-Verlag, Bad Kissingen 2015, DNB 1072257564.
- Karl Joseph von Hess (1788–1872). „Der unvergessliche Wohltäter Hammelburgs“. 2., verbesserte und ergänzte Auflage. Theresienbrunnen-Verlag, Bad Kissingen 2012, DNB 1027307213.
- P. Ignaz Gropp und andere große Benediktiner aus Bad Kissingen. Theresienbrunnen-Verlag, Bad Kissingen 2007, DNB 987672363.
- Die Kommunalwappen im Landkreis Bad Kissingen. Theresienbrunnen-Verlag, Bad Kissingen 2006, DNB 983200726.
- Die Säkularisation 1802/03 im Gebiet des heutigen Landkreises Bad Kissingen. Säkularisation der Zisterze Bildhausen. Theresienbrunnen-Verlag, Bad Kissingen 2003, DNB 969788630.
- Michael Arnold (1824–1877) – ein Bildhauer des Spätklassizismus. Mit Nachträgen zu früheren Veröffentlichungen über seine Schüler Valentin Weidner und Balthasar Schmitt. Theresienbrunnen-Verlag, Bad Kissingen 2001, DNB 964035766.
- Balthasar Schmitt – ein fränkischer Bildhauer. Theresienbrunnen-Verlag, Bad Kissingen 1995, DNB 966604741.
- Auf den Spuren der Heiligen ... im Landkreis Bad Kissingen. Schachenmayer, Bad Kissingen 1994, ISBN 3-929278-02-2.

### Herausgeber
- Der Deutsche Krieg von 1866 im heutigen Landkreis Bad Kissingen. Nach Theodor Fontane (1819–1898). Theresienbrunnen-Verlag, Bad Kissingen 2016, DNB 1103677756.
- Beiträge zur Geschichte von Hausen und Kleinbrach. Ein geschichtliches Lesebuch für Hausener und Kleinbracher und die es werden wollen. 6 Bände. Theresienbrunnen-Verlag, Bad Kissingen 2009–2022, DNB 996541934.
- Ekkehard von Aura. Theresienbrunnen-Verlag, Bad Kissingen 2005, DNB 97690599X.
- Land und Leute im Landkreis Bad Kissingen 1861. Band 4:  Physikatsbericht Landgericht Kissingen von Friedrich Daniel Erhard (1800–1879). Theresienbrunnen-Verlag, Bad Kissingen 1999, DNB 966631412 (Digitalisat).
- Bismarck und Bad Kissingen. Theresienbrunnen-Verlag, Bad Kissingen 1998.
- Bad Kissingen. Verlag Kommunikation und Wirtschaft, Oldenburg 1995, ISBN 3-88363-126-4.
- 120 Jahre Landkreis-Selbstverwaltung, 110 Jahre Landratsamt Bad Kissingen. Landratsamt Bad Kissingen, Bad Kissingen 1972, DNB 969788630.